# 十二の真珠
『十二の真珠』（じゅうにのしんじゅ）は、日本の作家、やなせたかしが描いた短編メルヘン集である。また、この作品中の最後、12番目に収録されている短編のタイトルでもある。

## 概要
現在の『アンパンマン』の原点となった元祖「アンパンマン」ほか、名作「チリンの鈴」など珠玉の短編メルヘンが12話収録されている。この12話は1969年の1月から12月まで『PHP』誌に毎月連載されたものである。やなせが『PHP』誌から依頼された連載は絵と文で一編の長さが四百字詰め原稿用紙3枚であった。「一話を400字詰め原稿用紙3枚で書き上げる」という、やなせのその後の作品の基本形を形作った。やなせは「12編の真珠のような話を書きたい」と思い、最終回は「十二の真珠」というタイトルにしようと決めていた。
子どもだけでなく、大人もいっしょに楽しめる一冊となっている。2012年に発売された『十二の真珠』は、1970年に山梨シルクセンターが出版した『十二の真珠』と、1990年にサンリオが出版した『十二の真珠』を底本に、再編集して復刊ドットコムが出版したものである。

## 収録作品
1. バラの花とジョー
2. クシャラ姫
3. 天使チオバラニ
4. チリンの鈴
5. アンナ・カバレリイナのはないき
6. アンパンマン
7. 星の絵
8. 風の歌
9. デングリ蛙とラスト蛙
10. ジャンボとバルー
11. キュラキュラの血
12. 十二の真珠